# Система Концевича
Система Концевича — набір правил транскрибування слів корейської мови кирилицею. Розроблена російським сходознавцем Левом Концевичем на основі ранішої транскрипції О. О. Холодовича 1950-х років. Основна система запису корейських слів мовами, що використовують кирилицю: російською, українською і білоруською.

## Таблиці

### Голосні
| Прості голосні | Прості голосні | Прості голосні | Прості голосні | Прості голосні | Прості голосні | Прості голосні | Прості голосні | Прості голосні | Прості голосні |
| -------------- | -------------- | -------------- | -------------- | -------------- | -------------- | -------------- | -------------- | -------------- | -------------- |
| ㅏ             | ㅓ             | ㅗ             | ㅜ             | ㅡ             | ㅣ             | ㅐ             | ㅔ             | ㅚ             | ㅟ             |
| а              | о              | o              | у              | и              | і              | е              | е              | ве             | ві             |

| Складені голосні (дифтонги) | Складені голосні (дифтонги) | Складені голосні (дифтонги) | Складені голосні (дифтонги) | Складені голосні (дифтонги) | Складені голосні (дифтонги) | Складені голосні (дифтонги) | Складені голосні (дифтонги) | Складені голосні (дифтонги) | Складені голосні (дифтонги) | Складені голосні (дифтонги) |
| --------------------------- | --------------------------- | --------------------------- | --------------------------- | --------------------------- | --------------------------- | --------------------------- | --------------------------- | --------------------------- | --------------------------- | --------------------------- |
| ㅑ                          | ㅕ                          | ㅛ                          | ㅠ                          | ㅒ                          | ㅖ                          | ㅘ                          | ㅙ                          | ㅝ                          | ㅞ                          | ㅢ                          |
| я                           | йо                          | йо                          | ю                           | йя                          | є                           | ва                          | ве                          | во                          | ве                          | ий                          |

- Дифтонги ㅖ та ㅢ передаються як е та і, якщо стоять в середині слова між голосними або після приголосних ㄴ, ㅁ, ㅇ та ㄹ.
- Дифтонги ㅕ та ㅛ передаються українською як ьо, якщо стоять після приголосного, за винятком приголосного ㅇ.

### Приголосні
| Приголосні | Приголосні | Приголосні | Приголосні | Приголосні | Приголосні | Приголосні | Приголосні | Приголосні | Приголосні | Приголосні | Приголосні | Приголосні | Приголосні | Приголосні | Приголосні | Приголосні | Приголосні | Приголосні |
| ---------- | ---------- | ---------- | ---------- | ---------- | ---------- | ---------- | ---------- | ---------- | ---------- | ---------- | ---------- | ---------- | ---------- | ---------- | ---------- | ---------- | ---------- | ---------- |
| ㄱ         | ㄲ         | ㅋ         | ㄷ         | ㄸ         | ㅌ         | ㅂ         | ㅃ         | ㅍ         | ㅈ         | ㅉ         | ㅊ         | ㅅ         | ㅆ         | ㅎ         | ㄴ         | ㅁ         | ㅇ         | ㄹ         |
| к          | кк         | кх         | т          | тт         | тх         | п          | пп         | пх         | ч          | чч         | чх         | с          | сс         | х          | н          | м          | н          | р/ль       |

- Приголосні ㄱ, ㄷ, ㅂ, ㅈ та ㄹ передаються як г, д, б, дж та р якщо вони стоять в середині слова між голосними або після приголосних ㄴ, ㅁ, ㅇ та ㄹ.
- Приголосні ㅅ, ㅈ, ㅊ, ㅌ та ㅆ передаються як т, якщо вони стоять в кінці складу або слова.
- Приголосні ㅋ та ㅍ передаються як т та п, якщо вони стоять в кінці складу або слова.
- Приголосний ㅇ передається як нъ (н') якщо стоїть наприкінці складу і передує голосному.
- Приголосний ㅇ не читається на початку слова і перед голосним на початку складу.

### На межі складів
|           | 2 склад → | ㅇ | ㄱ      | ㄴ    | ㄷ    | ㄹ    | ㅁ  | ㅂ      | ㅅ       | ㅈ     | ㅊ   | ㅋ   | ㅌ   | ㅍ   | ㅎ |
| 1 склад ↓ |           |    | к       | н     | т     | р     | м   | б       | с        | ч      | чх   | кх   | т    | п    | х  |
| ㄱ        | к         | г  | кк      | нн    | кт    | нн    | нм  | кп      | кс       | кч     | кчх  | ккх  | кх   | кпх  | кх |
| ㄴ        | н         | н  | нг/нк   | нн/лл | нд/нт | лл/нн | нм  | нб/нп   | нс/нсс   | ндж/нч | нчх  | нкх  | нтх  | нпх  | нх |
| ㄷ        | т         | д  | тк      | нн    | тт    | нн    | нм  | тп      | сс       | тч     | тчх  | ткх  | ттх  | тпх  | чх |
| ㄹ        | ль        | р  | льг/льк | лл    | льт   | лл    | льм | льб/льп | льс/льсс | льч    | льчх | лькх | льтх | льпх | рх |
| ㅁ        | м         | м  | мг/мк   | мн    | мд/мт | мн    | мм  | мб/мп   | мс/мсс   | мдж/мч | мчх  | мкх  | мтх  | мпх  | мх |
| ㅂ        | п         | б  | пк      | мн    | пт    | мн    | пм  | пп      | пс       | пч     | пчх  | пкх  | птх  | ппх  | пх |
| ㅇ        | н         | н  | нг/нк   | нн/лл | нд/нт | лл/нн | нм  | нб/нп   | нс/нсс   | ндж/нч | нчх  | нкх  | нтх  | нпх  | нх |